# بيليتير (كيبك)
بيليتير أو بيليتييه (بالإنجليزية: Pelletier, Quebec)‏ هي منطقة سكنية تقع في كندا، في بلدة بوهونيغموك، كيبك. وكانت محطة بيليتييه تخدمها السكك الحديدية الوطنية العابرة للقارات، والتي أصبحت جزءًا من السكك الحديدية الوطنية الكندية.